# Casekow
Casekow is een gemeente in de Duitse deelstaat Brandenburg, en maakt deel uit van de Landkreis Uckermark. Met vier andere gemeenten maakt de gemeente deel uit van het Amt Gartz (Oder).
Casekow telt 1.870 inwoners.
Tot de gemeente Casekow behoren 6 kleine boeren- en forensendorpen met de status van Ortsteil; dit zijn Biesendahlshof, Blumberg, Casekow zelf, Luckow-Petershagen, Wartin en Woltersdorf, alsmede enkele gehuchten.
Het dorp grenst in het zuiden aan de industriestad Schwedt/Oder. In de gemeente staan enige oude, meest 13e-eeuwse, deels natuurstenen dorpskerkjes. Ten westen van Casekow ligt op 40 meter boven zeeniveau een bosgebied Blumberger Wald (310 hectare).
Casekow heeft al sedert 1843 een spoorweghalte aan de spoorlijn Berlijn - Szczecin, 100 km ten noordoosten van Berlin Nordbahnhof. Het in deze regio gelegen deel van deze spoorlijn is sinds 2022 in renovatie, o.a. uitbouw van enkel- naar dubbelsporig. Daarom rijden er voorlopig alleen incidenteel goederentreinen overheen. Vanaf 2026 of 2027 zullen hier weer passagierstreinen stoppen.

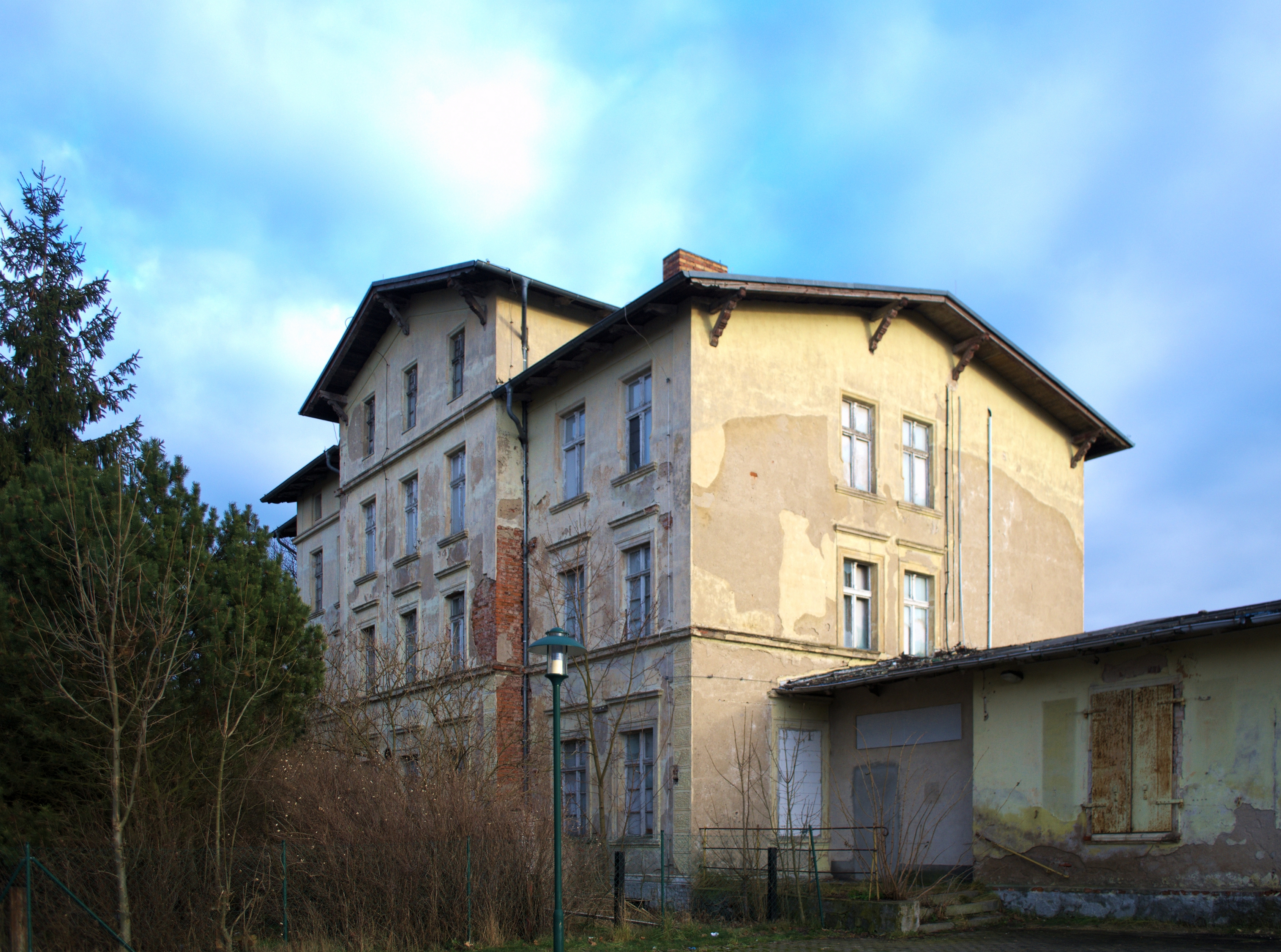
Stationsgebouw (1857)
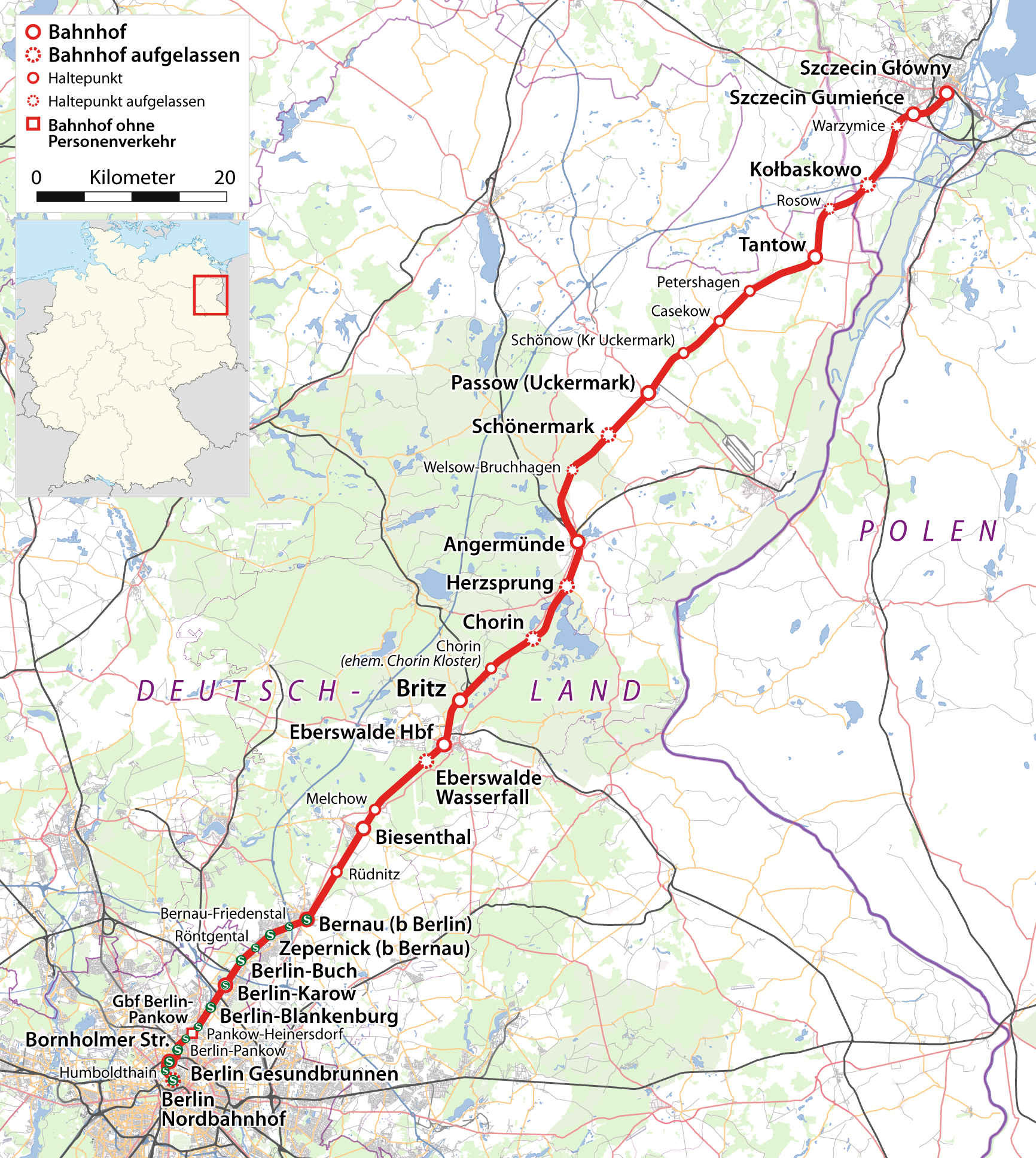
Kaart spoorlijn Berlijn-Stettin
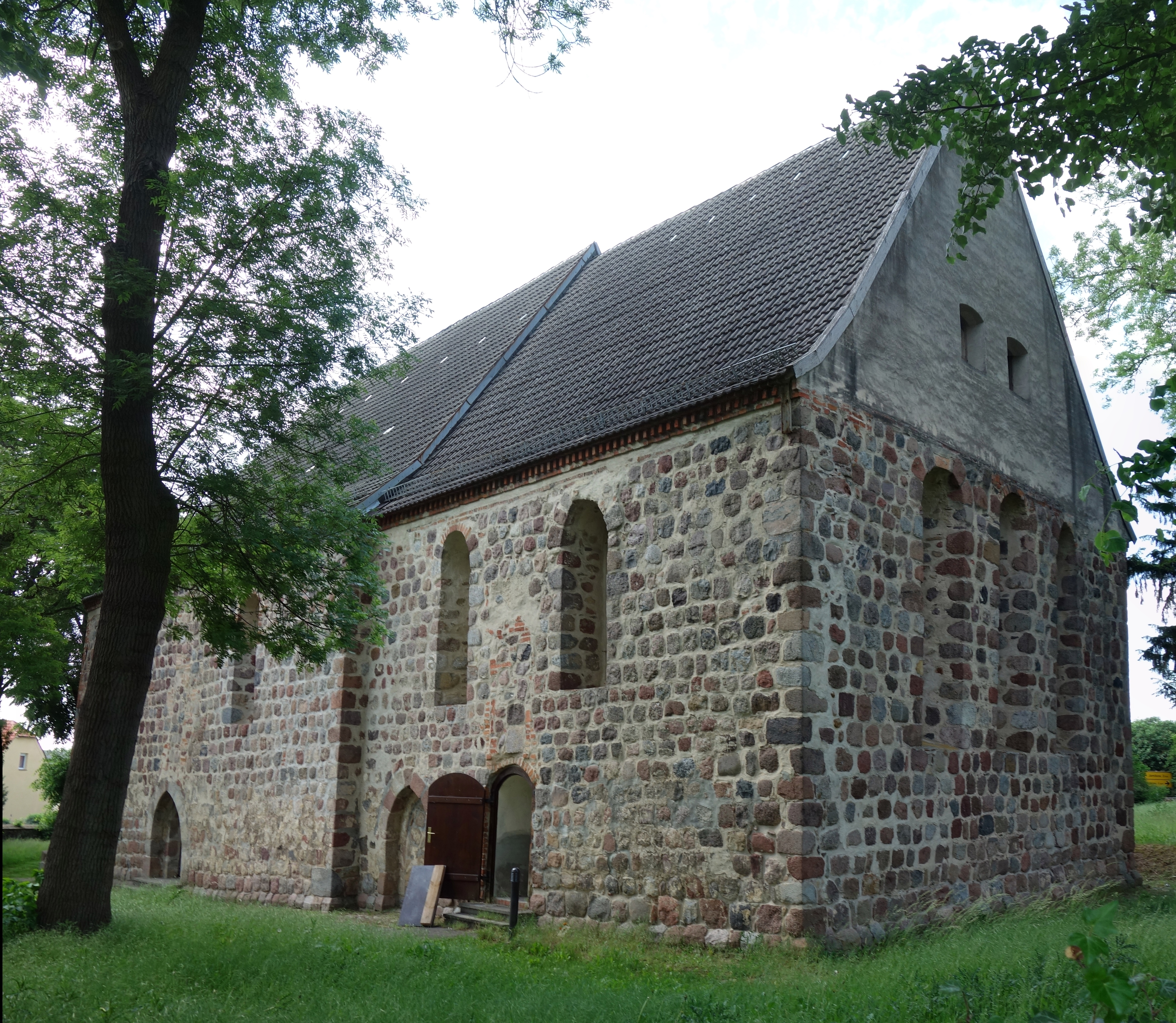
Dorpskerk te Woltersdorf (13e eeuw)
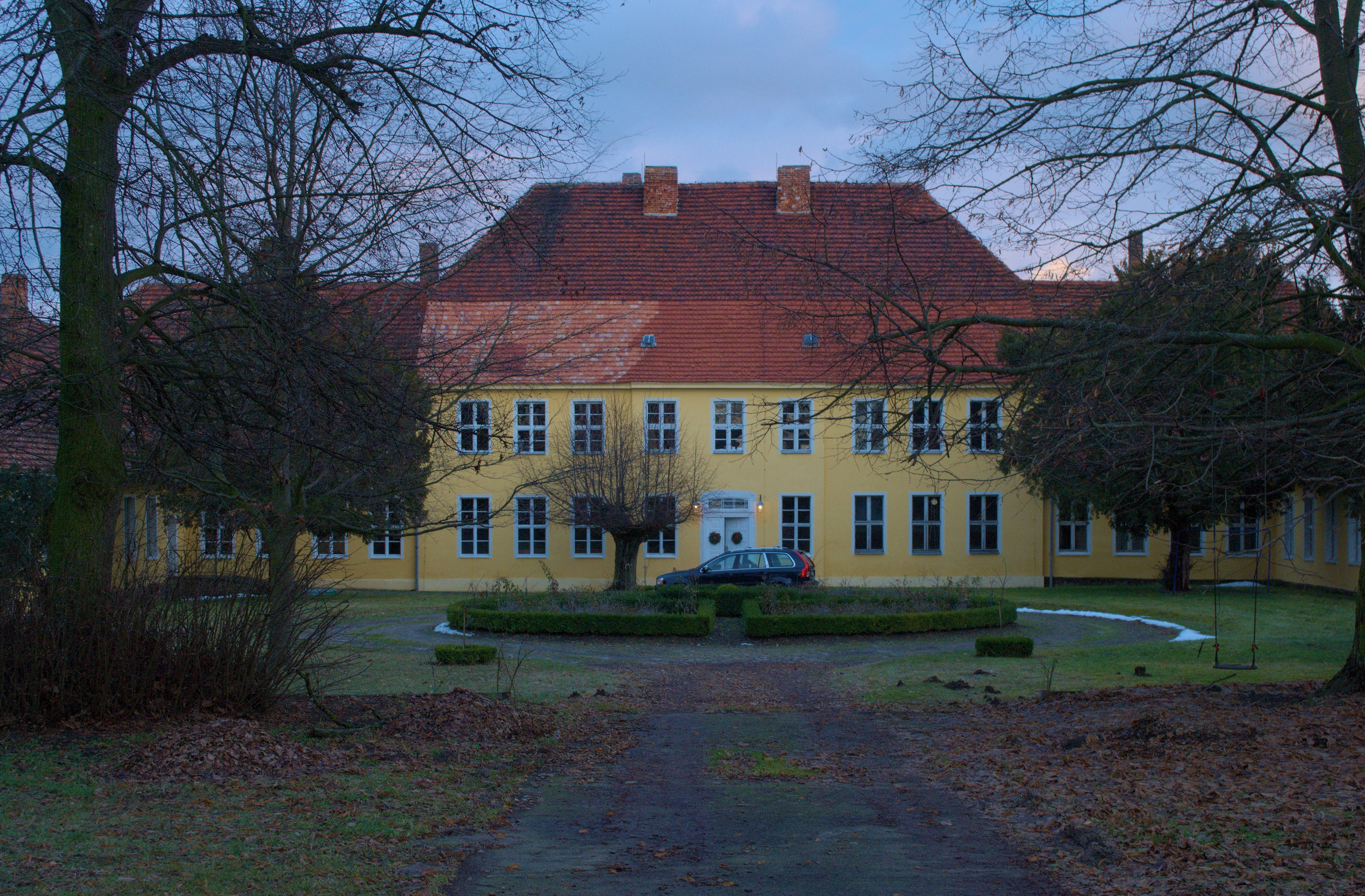
Landhuis te Blumberg (particulier bewoond)
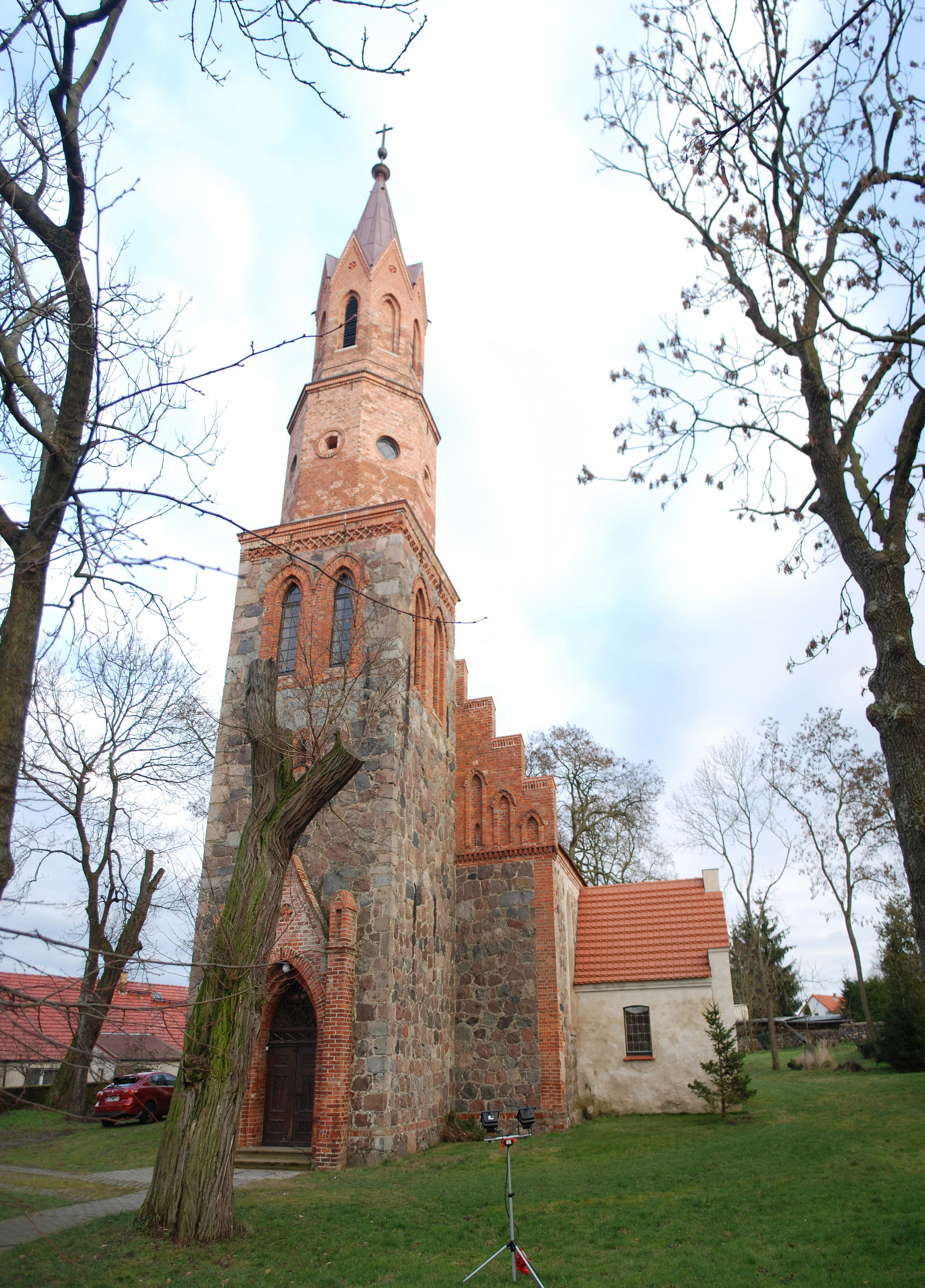
Dorpskerk te Casekow (13e eeuw; toren uit 1855; interieur 18e-eeuws)
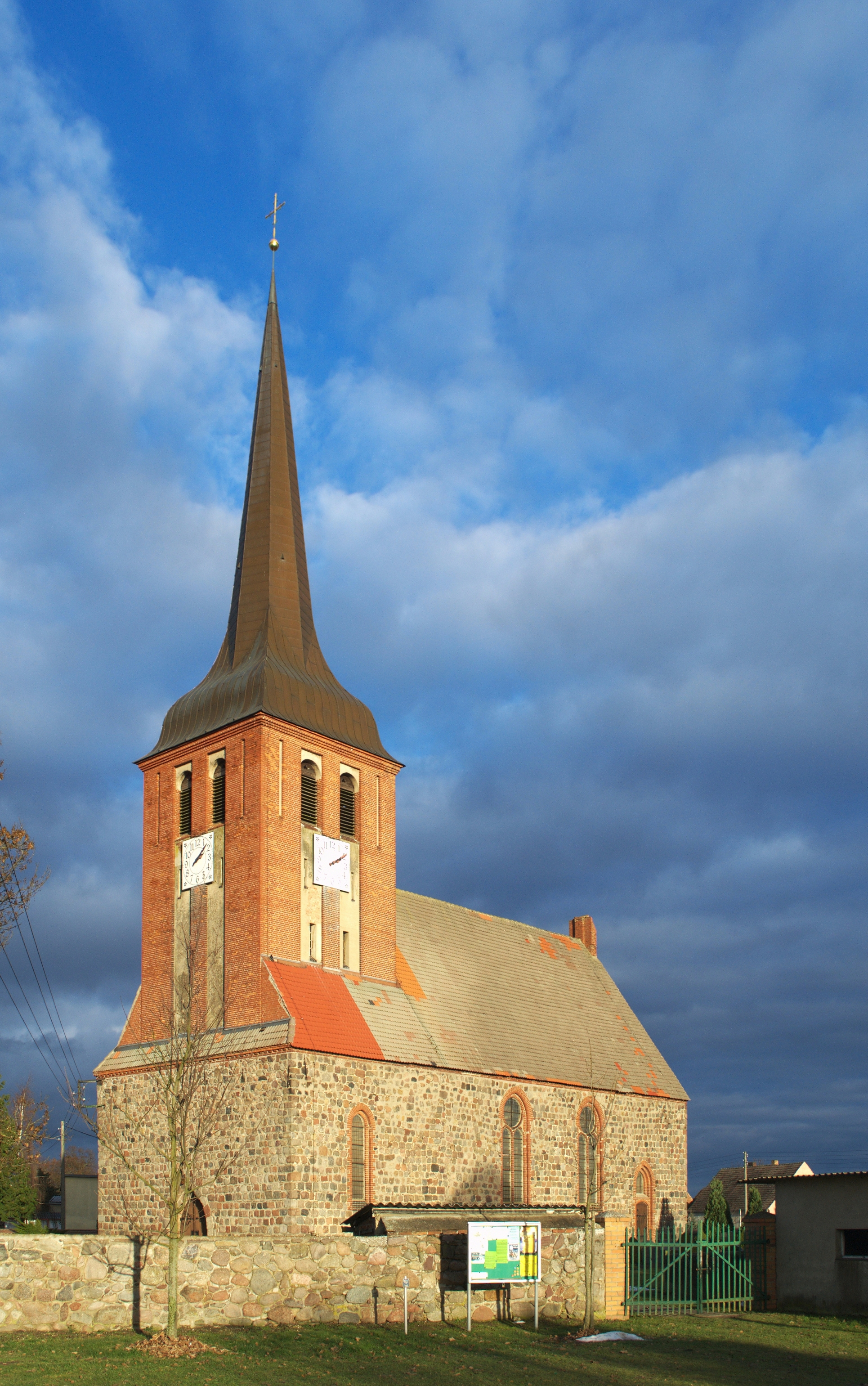
Dorpskerk te Luckow (13e eeuw)
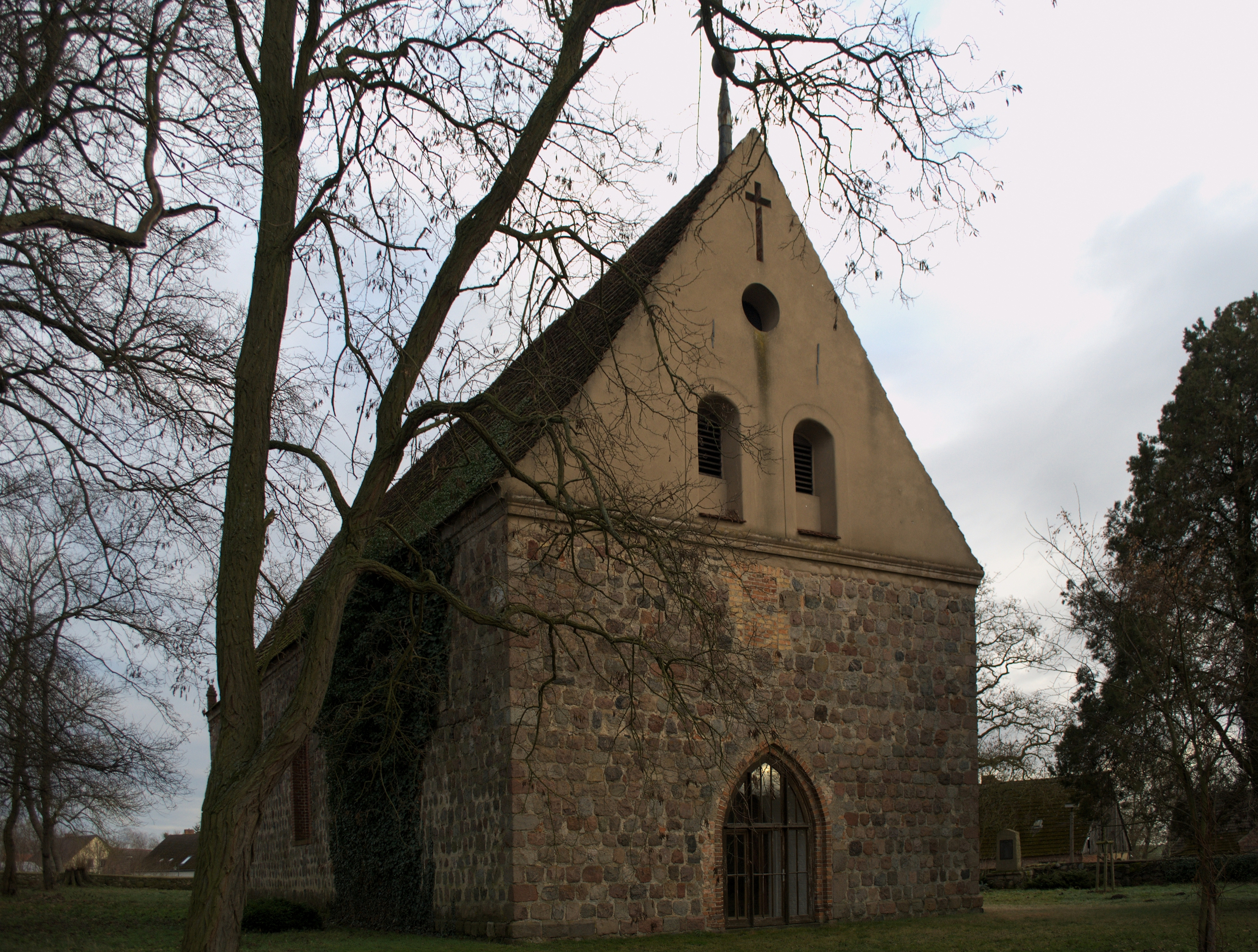
Kerkje te Petershagen
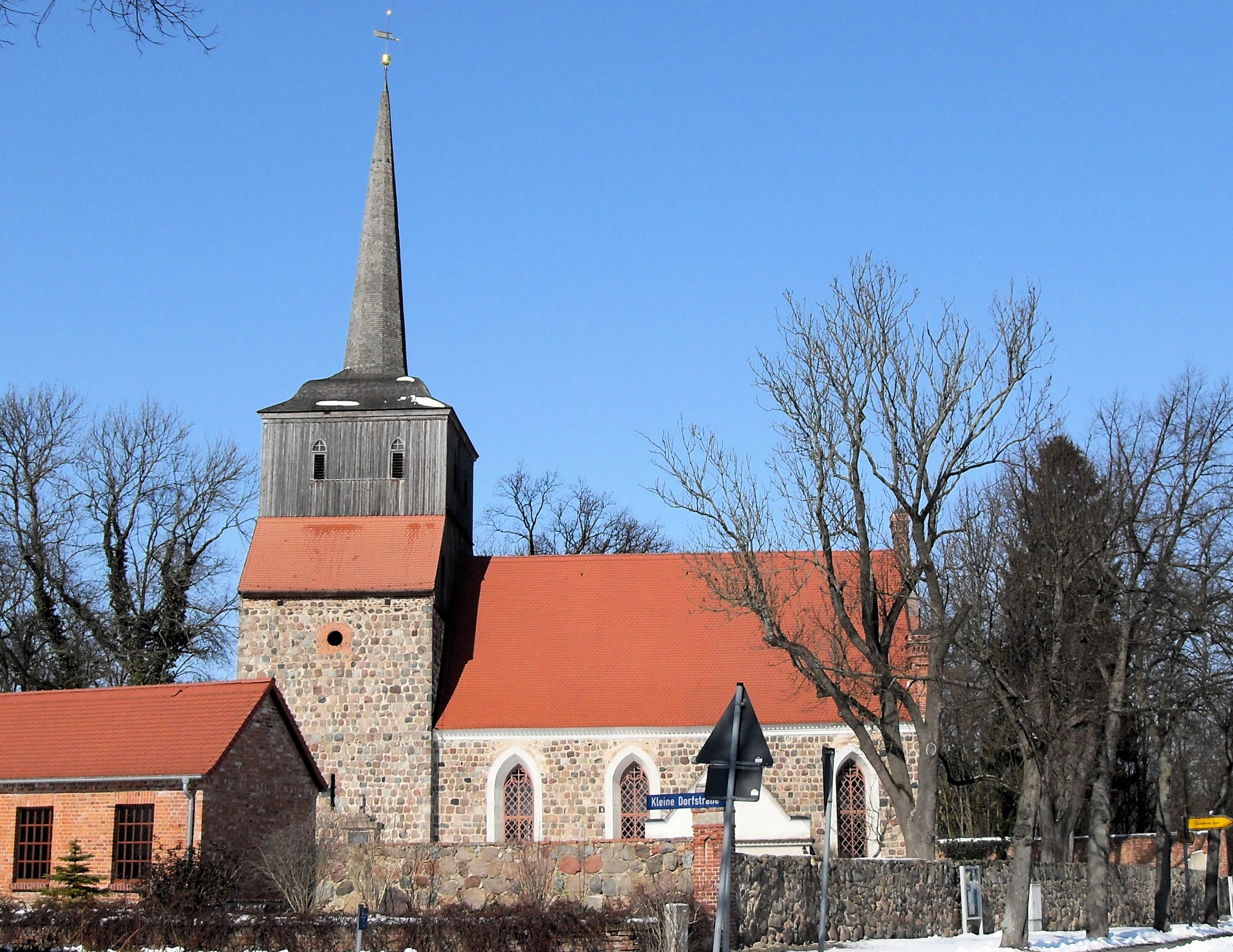
Dorpskerk te Wartin (13e eeuw)
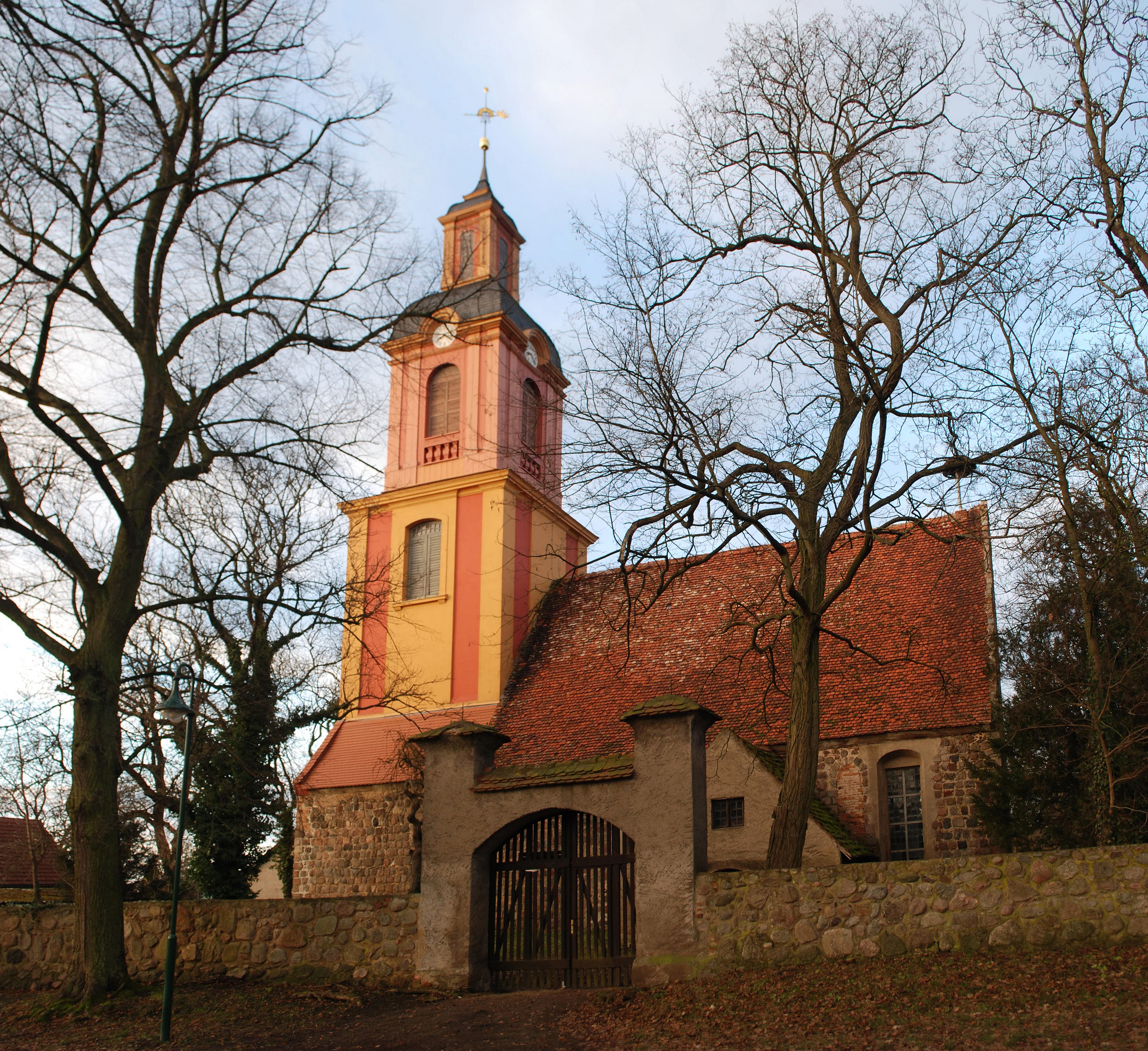
Dorpskerk te Woltersdorf (13e eeuw; toren uit 1735)